# ويلهلم هولتز
ويلهلم هولتز (بالألمانية: Wilhelm Holtz)‏ هو أستاذ جامعي وفيزيائي ألماني، ولد في 15 أكتوبر 1836 في بارت في ألمانيا، وتوفي في 27 سبتمبر 1913 في غرايفسفالد في ألمانيا.